# Sparrmannia falcata
Sparrmannia falcata är en skalbaggsart som beskrevs av Evans 1989. Sparrmannia falcata ingår i släktet Sparrmannia och familjen Melolonthidae. Inga underarter finns listade i Catalogue of Life.